# Prêmios da ATP
Os prêmios da ATP (ATP Awards) são os reconhecimentos da Associação de Tenistas Profissionais para o tênis masculino em várias categorias, realizado após o término de cada temporada. Teve inicio em 1973.

## Principais
Atualmente, os prêmios de Jogador e Dupla do Ano são dados aos tenistas que terminam o ano em primeiro no ranking da ATP. Mas nem sempre foi assim: de 1975 a 1978, em 1982 e 1989 os vencedores não foram os líderes.
As três categorias seguintes são votadas pelos jogadores do circuito ATP. O Jogador que mais evoluiu vai para quem teve uma posição no ranking significativamente alta e que demonstrou um nível de desempenho crescente ao longo do ano.
A Revelação do Ano vai para um Next Gen (competidor com 21 anos ou menos) que entrou no Top 100 pela primeira vez e causou maior impacto no circuito durante a temporada. Entre 2013 e 2017, essa categoria foi chamada de Estrela do Amanhã.
O Retorno do Ano vai para quem superou uma lesão grave, se reestabelecimento como um dos melhores no circuito do ano.
| Ano  | Jogador do ano  | Dupla do ano                      | Jogador que mais evoluiu   | Revelação do ano    | Retorno do ano        |
| ---- | --------------- | --------------------------------- | -------------------------- | ------------------- | --------------------- |
| 2024 | Jannik Sinner   | Marcelo Arévalo Mate Pavić        | Giovanni Mpetshi Perricard | Jakub Menšík        | Matteo Berrettini     |
| 2023 | Novak Djokovic  | Ivan Dodig Austin Krajicek        | Jannik Sinner              | Arthur Fils         | Jan-Lennard Struff    |
| 2022 | Carlos Alcaraz  | Wesley Koolhof Neal Skupski       | Carlos Alcaraz             | Holger Rune         | Borna Ćorić           |
| 2021 | Novak Djokovic  | Nikola Mektić Mate Pavić          | Aslan Karatsev             | Jenson Brooksby     | Mackenzie McDonald    |
| 2020 | Novak Djokovic  | Mate Pavić Bruno Soares           | Andrey Rublev              | Carlos Alcaraz      | Vasek Pospisil        |
| 2019 | Rafael Nadal    | Juan Sebastián Cabal Robert Farah | Matteo Berrettini          | Jannik Sinner       | Andy Murray           |
| 2018 | Novak Djokovic  | Oliver Marach Mate Pavić          | Stefanos Tsitsipas         | Alex de Minaur      | Novak Djokovic        |
| 2017 | Rafael Nadal    | Łukasz Kubot Marcelo Melo         | Denis Shapovalov           | Denis Shapovalov    | Roger Federer         |
| 2016 | Andy Murray     | Jamie Murray Bruno Soares         | Lucas Pouille              | Taylor Fritz        | Juan Martin del Potro |
| 2015 | Novak Djokovic  | Jean-Julien Rojer Horia Tecău     | Chung Hyeon                | Alexander Zverev    | Benoît Paire          |
| 2014 | Novak Djokovic  | Bob Bryan Mike Bryan              | Roberto Bautista Agut      | Borna Ćorić         | David Goffin          |
| 2013 | Rafael Nadal    | Bob Bryan Mike Bryan              | Pablo Carreño Busta        | Jiří Veselý         | Rafael Nadal          |
| 2012 | Novak Djokovic  | Bob Bryan Mike Bryan              | Marinko Matosevic          | Martin Kližan       | Tommy Haas            |
| 2011 | Novak Djokovic  | Bob Bryan Mike Bryan              | Alex Bogomolov Jr.         | Milos Raonic        | Juan Martin del Potro |
| 2010 | Rafael Nadal    | Bob Bryan Mike Bryan              | Andrey Golubev             | Tobias Kamke        | Robin Haase           |
| 2009 | Roger Federer   | Bob Bryan Mike Bryan              | John Isner                 | Horacio Zeballos    | Marco Chiudinelli     |
| 2008 | Rafael Nadal    | Nenad Zimonjić Daniel Nestor      | Jo-Wilfried Tsonga         | Kei Nishikori       | Rainer Schüttler      |
| 2007 | Roger Federer   | Bob Bryan Mike Bryan              | Novak Djokovic             | Jo-Wilfried Tsonga  | Igor Andreev          |
| 2006 | Roger Federer   | Bob Bryan Mike Bryan              | Novak Djokovic             | Benjamin Becker     | Mardy Fish            |
| 2005 | Roger Federer   | Bob Bryan Mike Bryan              | Rafael Nadal               | Gaël Monfils        | James Blake           |
| 2004 | Roger Federer   | Mark Knowles Daniel Nestor        | Joachim Johansson          | Florian Mayer       | Tommy Haas            |
| 2003 | Andy Roddick    | Bob Bryan Mike Bryan              | Rainer Schüttler           | Rafael Nadal        | Mark Philippoussis    |
| 2002 | Lleyton Hewitt  | Mark Knowles Daniel Nestor        | Paradorn Srichaphan        | Paul-Henri Mathieu  | Richard Krajicek      |
| 2001 | Gustavo Kuerten | Jonas Björkman Todd Woodbridge    | Goran Ivanišević           | Andy Roddick        | Guillermo Cañas       |
| 2000 | Andre Agassi    | Todd Woodbridge Mark Woodforde    | Marat Safin                | Olivier Rochus      | Sergi Bruguer         |
| 1999 | Andre Agassi    | Leander Paes Mahesh Bhupathi      | Nicolás Lapentti           | Juan Carlos Ferrero | Chris Woodruff        |
| 1998 | Pete Sampras    | Jacco Eltingh Paul Haarhuis       | Andre Agassi               | Marat Safin         | Younes El Aynaoui     |
| 1997 | Pete Sampras    | Todd Woodbridge Mark Woodforde    | Patrick Rafter             | Julián Alonso       | Sergi Bruguera        |
| 1996 | Pete Sampras    | Todd Woodbridge Mark Woodforde    | Tim Henman                 | Dominik Hrbatý      | Stéphane Simian       |
| 1995 | Pete Sampras    | Todd Woodbridge Mark Woodforde    | Thomas Enqvist             | Mark Philippoussis  | Derrick Rostagno      |
| 1994 | Pete Sampras    | Jacco Eltingh Paul Haarhuis       | Yevgeny Kafelnikov         | Albert Costa        | Guy Forget            |
| 1993 | Pete Sampras    | Grant Connell Patrick Galbraith   | Todd Martin                | Patrick Rafter      | Mikael Pernfors       |
| 1992 | Jim Courier     | Todd Woodbridge Mark Woodforde    | Henrik Holm                | Andriy Medvedev     | Henri Leconte         |
| 1991 | Stefan Edberg   | John Fitzgerald Nicolás Jarry     | Jim Courier                | Byron Black         | Jimmy Connors         |
| 1990 | Stefan Edberg   | Pieter Aldrich Danie Visser       | Pete Sampras               | Fabrice Santoro     | Thomas Muster         |
| 1989 | Boris Becker    | Rick Leach Jim Pugh               | Michael Chang              | Sergi Bruguera      | Goran Prpić           |
| 1988 | Mats Wilander   | Rick Leach Jim Pugh               | Andre Agassi               | Michael Chang       | –                     |
| 1987 | Ivan Lendl      | John Fitzgerald Nicolás Jarry     | Peter Lundgren             | Richey Reneberg     | –                     |
| 1986 | Ivan Lendl      | Hans Gildemeister Andrés Gomez    | Mikael Pernfors            | Ulf Stenlund        | –                     |
| 1985 | Ivan Lendl      | Ken Flach Robert Seguso           | Boris Becker               | Jaime Yzaga         | –                     |
| 1984 | John McEnroe    | Peter Fleming John McEnroe        | –                          | Bob Green           | –                     |
| 1983 | John McEnroe    | Peter Fleming John McEnroe        | Jimmy Arias                | Scott Davis         | Butch Walts           |
| 1982 | Jimmy Connors   | Sherwood Stewart Ferdi Taygan     | Peter McNamara             | Chip Hooper         | Jeff Borowiak         |
| 1981 | John McEnroe    | Peter Fleming John McEnroe        | Ivan Lendl                 | Tim Mayotte         | Bob Lutz              |
| 1980 | Björn Borg      | Bob Lutz Stan Smith               | –                          | Mel Purcell         | –                     |
| 1979 | Björn Borg      | Peter Fleming John McEnroe        | Víctor Pecci               | Vincent Van Patten  | Arthur Ashe           |
| 1978 | Björn Borg      | Bob Hewitt Fred McMillan          | John McEnroe               | John McEnroe        | –                     |
| 1977 | Björn Borg      | Bob Hewitt Fred McMillan          | Brian Gottfried            | Tim Gullikson       | –                     |
| 1976 | Björn Borg      | Brian Gottfried Raúl Ramírez      | Wojciech Fibak             | Wojciech Fibak      | –                     |
| 1975 | Arthur Ashe     | Brian Gottfried Raúl Ramírez      | Vitas Gerulaitis           | Vitas Gerulaitis    | –                     |
| 1974 | –               | –                                 | Guillermo Vilas            | –                   | –                     |
| 1973 | –               | –                                 | Vijay Amritraj             | –                   | –                     |

## Treinador

### Treinador do ano
Vai para o técnico que ajudou a orientar seus jogadores a um nível mais alto de desempenho durante o ano. É indicado e votado por outros treinadores da ATP.
| Ano  | Nome                          | Jogador treinado |
| ---- | ----------------------------- | ---------------- |
| 2024 | Michael Russell               | Taylor Fritz     |
| 2023 | Darren Cahill Simone Vagnozzi | Jannik Sinner    |
| 2022 | Juan Carlos Ferrero           | Carlos Alcaraz   |
| 2021 | Facundo Lugones               | Cameron Norrie   |
| 2020 | Fernando Vicente              | Andrey Rublev    |
| 2019 | Gilles Cervara                | Daniil Medvedev  |
| 2018 | Marián Vajda                  | Novak Djokovic   |
| 2017 | Neville Godwin                | Kevin Anderson   |
| 2016 | Magnus Norman                 | Stan Wawrinka    |

### Treinador pela carreira Tim Gullikson
O Tim Gullikson Career Coach award indica alguém que inspirou gerações de jovens jogadores e outros treinadores a desenvolver o tênis. É votado por outros treinadores.
| Ano                     | Nome          |
| ----------------------- | ------------- |
| 2024                    |               |
| 2023                    | José Higueras |
| Não dado em 2022 e 2021 |               |
| 2020                    | Bob Brett     |
| 2019                    | Tony Roche    |

## Secundários
Esportividade: votado pelos jogadores entre os indicados pela ATP. O prêmio vai para o jogador que, ao longo do ano, se comportou no nível mais alto de profissionalismo e integridade, competindo entre seus colegas com o maior espírito de justiça, e que promoveu o jogo por meio de suas atividades fora da quadra. Nomes: presente–1996: Stefan Edberg Sportsmanship; 1995–1977: ATP Sportmanship; 
Humanitarismo Arthur Ashe: escolhido pela ATP a uma pessoa, não necessariamente tenista, que tenha feito contribuições humanitárias excepcionais.
Excelência em mídia Ron Bookman: escolhido pela ATP a jornalistas que tenham feito contribuições significativas ao tênis.
| Ano  | Esportividade Stefan Edberg | Humanitarismo Arthur Ashe          | Excelência em mídia Ron Bookman |
| ---- | --------------------------- | ---------------------------------- | ------------------------------- |
| 2024 | Grigor Dimitrov             | Dominic Thiem                      | Joan Solsona                    |
| 2023 | Carlos Alcaraz              | Félix Auger-Aliassime              | L'Equipe                        |
| 2022 | Casper Ruud                 | Andy Murray                        | Sebastián Torok                 |
| 2021 | Rafael Nadal                | Marcus Daniell                     | Prajwal Hegde                   |
| 2020 | Rafael Nadal                | Frances Tiafoe                     | Kevin Mitchell                  |
| 2019 | Rafael Nadal                | Kevin Anderson                     | Courtney Walsh                  |
| 2018 | Rafael Nadal                | Tommy Robredo                      | Sue Barker                      |
| 2017 | Roger Federer               | Horia Tecău                        | Guillermo Salatino              |
| 2016 | Roger Federer               | Marin Čilić                        | Mike Dickson                    |
| 2015 | Roger Federer               | Bob Bryan Mike Bryan               | Linda Pearce                    |
| 2014 | Roger Federer               | Andy Murray                        | Douglas Robson                  |
| 2013 | Roger Federer               | Roger Federer                      | Bendou Zhang                    |
| 2012 | Roger Federer               | Novak Djokovic                     | Paul Newman                     |
| 2011 | Roger Federer               | Rafael Nadal                       | Juan José Mateo                 |
| 2010 | Rafael Nadal                | Rohan Bopanna Aisam-ul-Haq Qureshi | L'Équipe                        |
| 2009 | Roger Federer               | MaliVai Washington                 | Vincenzo Martucci               |
| 2008 | Roger Federer               | James Blake                        | Alan Trengove                   |
| 2007 | Roger Federer               | Ivan Ljubičić                      | Bud Collins                     |
| 2006 | Roger Federer               | Roger Federer                      | John Barrett                    |
| 2005 | Roger Federer               | Carlos Moyà                        | Neil Harman                     |
| 2004 | Roger Federer               | Andy Roddick                       | Tennis Channel                  |
| 2003 | Paradorn Srichaphan         | Gustavo Kuerten                    | John Anthony Parsons            |
| 2002 | Paradorn Srichaphan         | Amir Hadad Aisam-ul-Haq Qureshi    | Pedro Hernández                 |
| 2001 | Patrick Rafter              | Andre Agassi                       | Christopher Clarey              |
| 2000 | Patrick Rafter              | Richard Krajicek                   | Iain Carter                     |
| 1999 | Patrick Rafter              | Mac Winker                         | L'Équipe                        |
| 1998 | Àlex Corretja               | Patrick Rafter                     | Gerd Szepanski                  |
| 1997 | Patrick Rafter              | Nelson Mandela                     | John Anthony Parsons            |
| 1996 | Àlex Corretja               | Paul Flory                         | Brett Haber                     |
| 1995 | Stefan Edberg               | Andre Agassi                       | Gianni Ciaccia                  |
| 1994 | Todd Martin                 | Paul McNamee                       | Imprensa de tênis europeia      |
| 1993 | Todd Martin                 | Orville Brown                      | Rino Tommasi                    |
| 1992 | Stefan Edberg               | Arthur Ashe                        | Dan Maskell                     |
| 1991 | John Fitzgerald             | John O'Shea                        | Russ Adams                      |
| 1990 | Stefan Edberg               | Marie-Claire Noah                  | Philippe Bouin                  |
| 1989 | Stefan Edberg               | –                                  | –                               |
| 1988 | Stefan Edberg               | –                                  | –                               |
| 1987 | Miloslav Mečíř              | Rob Finkelstein                    | –                               |
| 1986 | Yannick Noah                | Kay McEnroe                        | Richard Evans                   |
| 1985 | Mats Wilander               | Stan Smith Margie Smith            | Robert Briner                   |
| 1984 | Brian Gottfried             | Alan King                          | Russ Adams                      |
| 1983 | José Higueras               | John McEnroe                       | –                               |
| 1982 | Steve Denton                | –                                  | –                               |
| 1981 | José Luis Clerc             | –                                  | –                               |
| 1980 | Jaime Fillol                | –                                  | –                               |
| 1979 | Stan Smith                  | –                                  | –                               |
| 1978 | –                           | –                                  | –                               |
| 1977 | Arthur Ashe                 | –                                  | –                               |

## Torneios do ano
Escolhidos pelos jogadores da ATP em até quatro categorias.

### Presente–2019: 1000, 500 e 250
| Ano  | ATP Masters 1000                            | ATP 500                                     | ATP 250                                     |
| ---- | ------------------------------------------- | ------------------------------------------- | ------------------------------------------- |
| 2024 | Indian Wells                                | Queen's                                     | Doha                                        |
| 2023 | Indian Wells                                | Queen's                                     | Båstad                                      |
| 2022 | Indian Wells                                | Queen's                                     | Doha                                        |
| 2021 | Indian Wells                                | Viena                                       | Doha                                        |
| 2020 | Não aconteceu devido à pandemia de COVID-19 | Não aconteceu devido à pandemia de COVID-19 | Não aconteceu devido à pandemia de COVID-19 |
| 2019 | Indian Wells                                | Acapulco                                    | Doha                                        |

### 2018–2009: World Tour
| Ano  | ATP World Tour Masters 1000 | ATP World Tour 500 | ATP World Tour 250      |
| ---- | --------------------------- | ------------------ | ----------------------- |
| 2018 | Indian Wells                | Queen's            | Estocolmo               |
| 2017 | Indian Wells                | Acapulco           | Doha                    |
| 2016 | Indian Wells                | Queen's            | Estocolmo Winstom-Salem |
| 2015 | Indian Wells                | Queen's            | Doha São Petersburgo    |
| 2014 | Indian Wells                | Dubai              | Queen's                 |
| 2013 | Xangai                      | Dubai              | Queen's                 |
| 2012 | Xangai                      | Dubai              | Båstad                  |
| 2011 | Xangai                      | Dubai              | Båstad                  |
| 2010 | Xangai                      | Dubai              | Båstad                  |
| 2009 | Xangai                      | Dubai              | Båstad                  |

### 2008–2000: Masters Series, International Series Gold e International Series
| Ano  | Masters Series | International Series Gold | International Series |
| ---- | -------------- | ------------------------- | -------------------- |
| 2008 | Miami          | Dubai                     | Båstad               |
| 2007 | Monte Carlo    | Acapulco                  | Båstad               |
| 2006 | Miami          | Dubai                     | Båstad               |
| 2005 | Miami          | Dubai                     | Båstad               |
| 2004 | Miami          | Dubai                     | Båstad Houston       |
| 2003 | Miami          | Dubai                     | Båstad Houston       |
| 2002 | Miami          | Kitzbühel                 | Båstad               |
| 2001 | Monte Carlo    | Indianápolis              | Xangai               |
| 2000 | –              | Miami                     | Halle                |

### 1999–1996: Super 9, Championship Series e World Series
| Ano  | Super 9 | Championship Series | World Series    |
| ---- | ------- | ------------------- | --------------- |
| 1999 | –       | Miami               | Lyon Scottsdale |
| 1998 | –       | Miami               | Dubai           |
| 1997 | –       | Indianápolis        | Kitzbühel       |
| 1996 | –       | Indianápolis        | Gstaad          |

### 1995–1990: Championship Series: Single-Week, Championship Series e World Series
| Ano  | Championship Series: Single-Week | Championship Series | World Series |
| ---- | -------------------------------- | ------------------- | ------------ |
| 1995 | –                                | Indianápolis        | Tel Aviv     |
| 1994 | –                                | Indianápolis        | Sun City     |
| 1993 | –                                | Indianápolis        | Scottsdale   |
| 1992 | –                                | Indianápolis        | Scottsdale   |
| 1991 | –                                | Indianápolis        | Gstaad       |
| 1990 | –                                | Indianápolis        | Memphis      |

### 1989–1986: Grand Prix
As categorias de torneios não tinham nome neste período, então referência se dá pela importância do evento, sendo 1 a maior e 3 a menor.
| Ano  | 1 | 2                 | 3         |
| ---- | - | ----------------- | --------- |
| 1989 | – | Indianápolis      | Stuttgart |
| 1988 | – | Indianápolis      | Stuttgart |
| 1987 | – | Stratton Mountain | Stuttgart |
| 1986 | – | Cincinnati        | Stuttgart |

## Favoritos do torcedor
Os favoritos do torcedor são votados pelos fãs de tênis de forma online, englobando os 25 melhores jogadores de simples e 15 de duplas, baseando-se nos rankings de corridas, a partir de sua atualização após a conclusão do US Open.
| Ano  | Jogador         | Dupla                               | Jogada do ano            | Jogo do ano                                  |
| ---- | --------------- | ----------------------------------- | ------------------------ | -------------------------------------------- |
| 2024 | Jannik Sinner   | Simone Bolelli Andrea Vavassori     | Thiago Monteiro 2R, Roma | Carlos Alcaraz vs. Grigor Dimitrov QF, Miami |
| 2023 | Jannik Sinner   | Karen Khachanov Andrey Rublev       |                          |                                              |
| 2022 | Rafael Nadal    | Thanasi Kokkinakis Nick Kyrgios     |                          |                                              |
| 2021 | Roger Federer   | Pierre-Hugues Herbert Nicolas Mahut |                          |                                              |
| 2020 | Roger Federer   | Jamie Murray Neal Skupski           |                          |                                              |
| 2019 | Roger Federer   | Bob Bryan Mike Bryan                |                          |                                              |
| 2018 | Roger Federer   | Mike Bryan Jack Sock                |                          |                                              |
| 2017 | Roger Federer   | Bob Bryan Mike Bryan                |                          |                                              |
| 2016 | Roger Federer   | Bob Bryan Mike Bryan                |                          |                                              |
| 2015 | Roger Federer   | Bob Bryan Mike Bryan                |                          |                                              |
| 2014 | Roger Federer   | Bob Bryan Mike Bryan                |                          |                                              |
| 2013 | Roger Federer   | Bob Bryan Mike Bryan                |                          |                                              |
| 2012 | Roger Federer   | Bob Bryan Mike Bryan                |                          |                                              |
| 2011 | Roger Federer   | Bob Bryan Mike Bryan                |                          |                                              |
| 2010 | Roger Federer   | Bob Bryan Mike Bryan                |                          |                                              |
| 2009 | Roger Federer   | Bob Bryan Mike Bryan                |                          |                                              |
| 2008 | Roger Federer   | Bob Bryan Mike Bryan                |                          |                                              |
| 2007 | Roger Federer   | Bob Bryan Mike Bryan                |                          |                                              |
| 2006 | Roger Federer   | Bob Bryan Mike Bryan                |                          |                                              |
| 2005 | Roger Federer   | Bob Bryan Mike Bryan                |                          |                                              |
| 2004 | Roger Federer   | –                                   |                          |                                              |
| 2003 | Roger Federer   | –                                   |                          |                                              |
| 2002 | Marat Safin     | –                                   |                          |                                              |
| 2001 | Marat Safin     | –                                   |                          |                                              |
| 2000 | Gustavo Kuerten | –                                   |                          |                                              |